# كأس الوحدة اليمني
كأس الوحدة اليمني هي مسابقة كرة القدم التي يديرها اتحاد كرة القدم اليمنية (الاتحاد اليمني). في البداية بدأت في موسم 1997-1998 ولعب لمدة عامين قبل أن يتم تأجيلها. واعادة المنافسة مرة أخرى إلى المنفاسات اليمنية لكرة القدم في عام 2004، وتوقفت مرة أخرى ولكن يعود في عام 2007، وقد لعبت في كل موسم منذ ذلك الحين.

## السجل التاريخي
| النادي     | عدد الألقاب |
| الصقــر    | 2           |
| وحدة صنعاء | 1           |
| التلال     | 1           |
| أهلي صنعاء | 1           |
| 22 مايو    | 1           |
| شعب حضرموت | 1           |

## السجل التفصيلي
| السنة | البطل      | الوصيف         | النتيجة                   |
| ----- | ---------- | -------------- | ------------------------- |
| 1998  | وحدة صنعاء | الشعلة عدن     | 2 - 1                     |
| 1999  | التلال     | أهلي صنعاء     | 1 - 1 / ضربات ترجيحية 5/3 |
| 2004  | أهلي صنعاء | الهلال الساحلي | 5 - 1                     |
| 2007  | 22 مايو    | الصقــر        | 1 - 0                     |
| 2008  | الصقــر    | الهلال الساحلي | 1 - 1 / ضربات ترجيحية 7/6 |
| 2009  | شعب حضرموت | وحدة صنعاء     | 1 - 1 / ضربات ترجيحية 4/2 |
| 2010  | الصقــر    | شباب البيضاء   | 1 - 0                     |
| 2011  | تأجلت      |                |                           |

## وصلات خارجية
إحصائيات كرة القدم http://www.rsssf.com/tablesy/yemen2010.html#unity